# Rainer-Maria-Rilke-Straße 18 (Weimar)

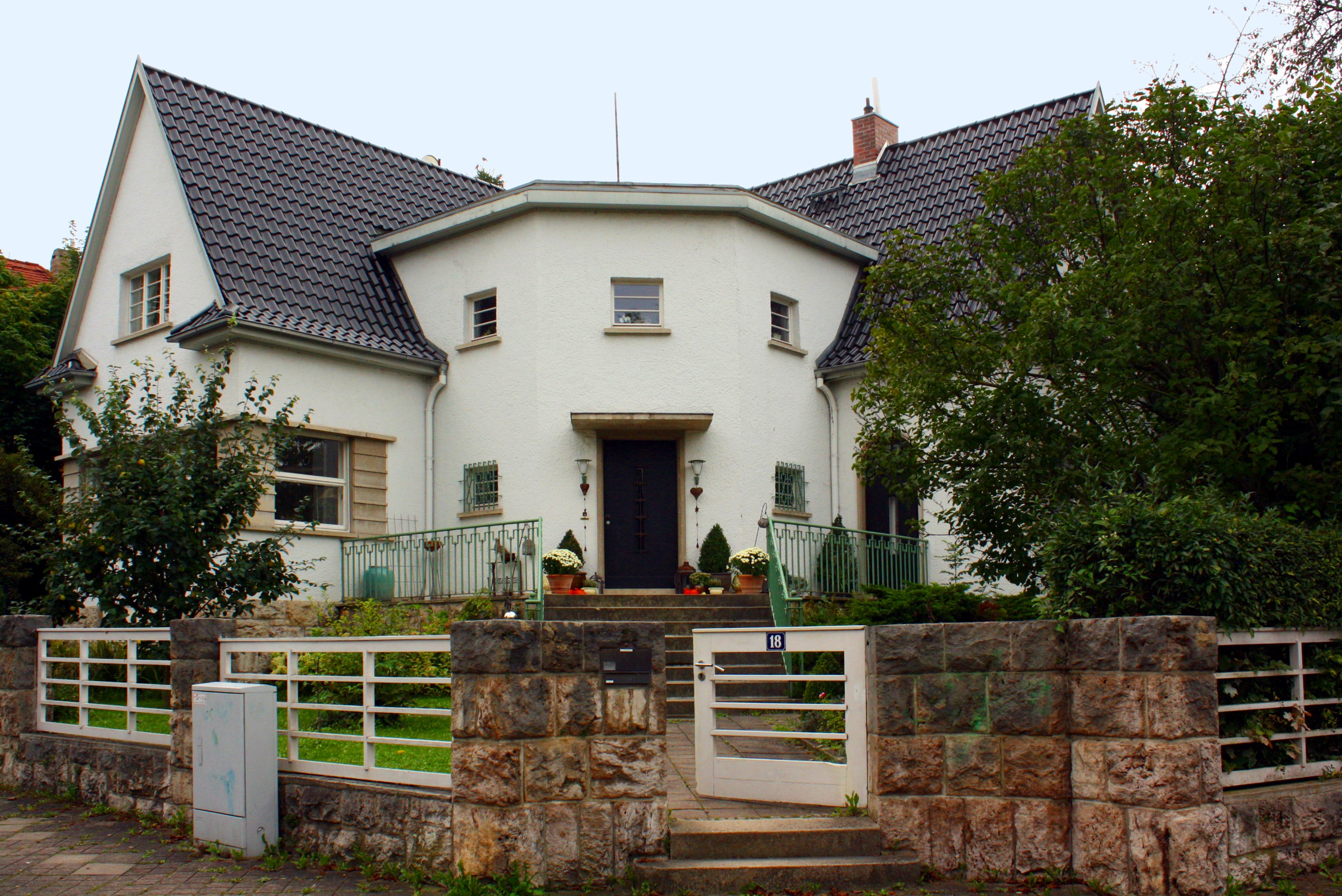
Rainer-Maria-Rilke-Straße 18

Das Haus Rainer-Maria-Rilke-Straße 18 in Weimar, auch Haus Bräunlich genannt, errichtete der Architekt Paul Bräunlich (1890–nach 1969) 1934–1935 als eigenes Wohnhaus, das heute unter Denkmalschutz steht.
Der eingeschossige, verputzte Bau aus Backstein-Mauerwerk ist von der Straßenflucht betont zurückgesetzt. Das Gebäude besteht aus zwei im Winkel angelegten Flügeln mit einem polygonalen Vorbau, in dem sich der Hauseingang befindet. Der Kunsthistoriker Rainer Müller findet hier Anklänge an den Landhausstil von Hermann Muthesius und zieht zum Vergleich dessen Haus Freudenberg in Berlin-Nikolassee heran.